# Adasaurus
Adasaurus („Ještěr zlého ducha Ada“) byl rod dromeosauridního teropodního dinosaura, který žil v období svrchní křídy na území dnešního Mongolska (poušť Gobi, souvrství Nemegt).

## Popis
Šlo o menšího dravce, dosahujícího délky asi 1,8 až 2 metry a hmotnosti kolem 15 kilogramů. Podobně jako třeba příbuzný Velociraptor představoval predátora s velkým zahnutým drápem na zadní noze.
Dnes je znám pouze jeden druh tohoto rodu, A. mongoliensis, vědecky popsaný paleontologem Rinčenem Barsboldem roku 1983. Holotyp nese označení IGM 100/20 a představuje neúplnou kostru. Paratyp má označení IGM 100/51 a představuje zadní část kostry jiného exempláře.